# Castell d'Alcosser de Planes
El Castell d'Alcosser de Planes és un antic castell d'època islàmica, del qual es conserven poques restes, situat al centre d'Alcosser de Planes (El Comtat) declarat Bé d'interés cultural amb el codi 03.26.007-002.

## Descripció
Les escasses restes es troben en un parc municipal, on hi ha alguns trams de muralla àrab i maçoneria. També s'han trobat vestigis de ceràmica de procedència musulmana.
La torre de l'actual església d'Alcosser de Planes, de planta quadrangular, hauria estat una antiga torre de defensa del castell. En poblacions veïnes hi ha altres casos on s'aprofita una torre musulmana per l'església.

## Història
Als camps d'Alcosser se sap que el 993 hi va haver un enfrontament destacat entre musulmans i cristians. El castell va ser una fortificació almohade del segle xii. Hi ha diverses interpretacions sobre la seva importància. Sembla que podria haver estat una fortificació menor, ja que Alcosser depenia de Planes i el seu castell. També podria haver estat un lloc de vigilància dependent de Planes.
L'origen de Planes, Alcosser i Almudaina pertany al període de domini musulmà. Van ser pobles conquistats per Jaume I al voltant del 1.244, que van ser entregats a la família Garcés en un primer moment. Posteriorment, el rei va decidir que el castell passés a mans de la família Perputxent, i finalment el va cedir a Teresa Gil de Vidaura. Quan aquesta aconseguí dominar les revoltes musulmanes van atorgar carta de poblament el 1.278, repoblant el territori amb cristians, en concret a Arnald de Sernolis i Ramon de Purjasons juntament amb 130 habitants més, que van constituir el poble dependent del comtat de Cocentaina. El 1.425 el poble esdevingué baronia i s'independitzà de la ciutat de Cocentaina, i el 1609 seria vil·la.
És un edifici protegit des del 22 d'abril de 1949, i se li va aplicar la llei 16/1985 sobre el Patrimoni Històric.